# Миза Роосна-Алліку

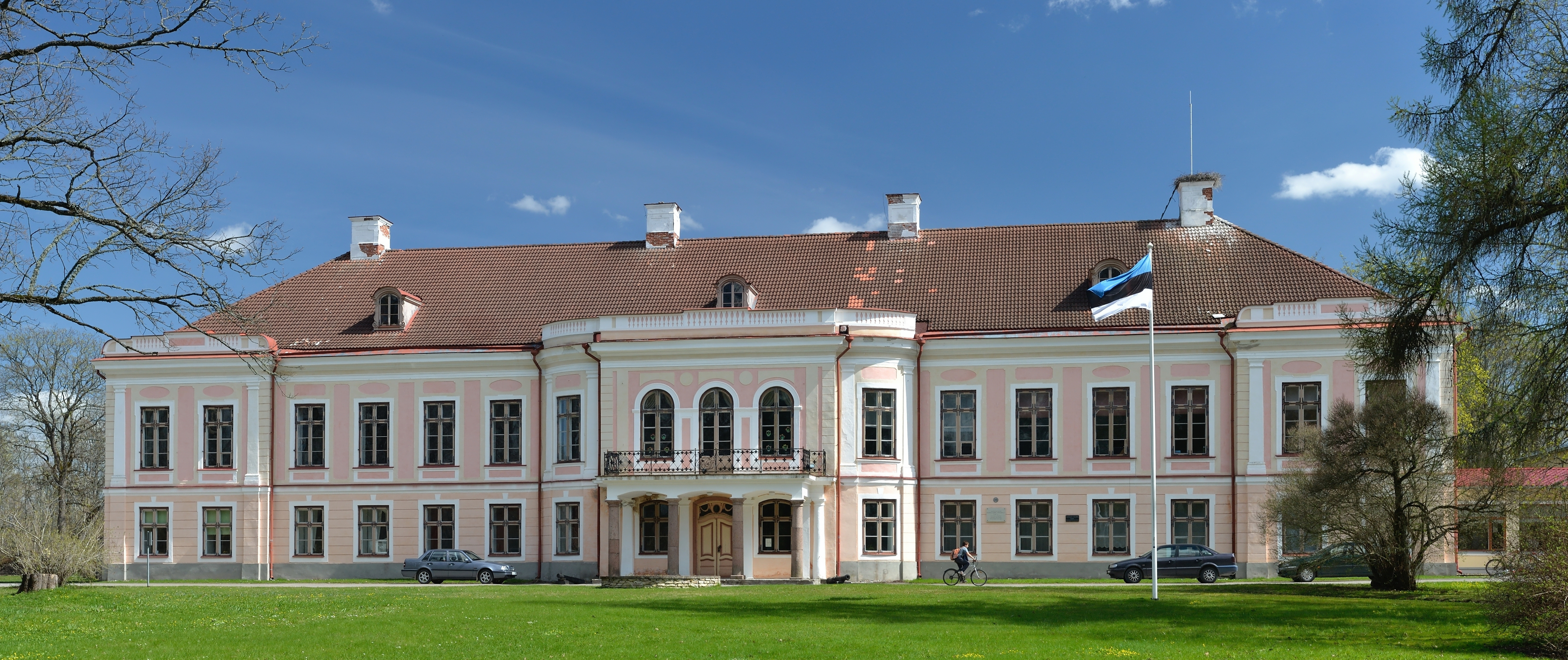
2012

Миза Роосна-Алліку (ест. Roosna-Alliku mõis, нім. Kaltenbrunn) була заснована в 1620 р.
Свою назву вона отримала від першого власника Богіслава (Богіславуса) фон Розена. З 1720-х років миза перейшла у володіння дворянського роду фон Штакельбергів.
Представницький двоповерховий панський будинок в стилі бароко було зведено по замовленню Отто Фрідриха фон Штакельберга в 1786 р. за проектом губернського архітектора Іоганна Шульца. Прикрасою будинку є багата ліпнина роботи чеського (богемського) майстра Карла Калупки, яка збереглася (і відреставрована) в червоній і синій залах та у вестибюлі.
В будинку, експропрійованому в 1919 р. у Штакельбергів, з 1924 р. працює школа, для потреб якої в 60-ті роки ХХ ст. було споруджено масивну прибудову. З 90-х років XX ст. будинок кілька разів реставрувався, серед іншого були відновлений високий дах і колишній кольоровий малюнок фасаду.